# Vesti la giubba
Vesti la giubba (littéralement Mets la veste ou Mets ta veste) est un air pour ténor, écrit et mis en musique par Ruggero Leoncavallo dans son opéra Paillasse, dont il clôt l'acte I. L'opéra a été créé en 1892.
Cet air est considéré comme « un des morceaux les plus célèbres de l'opéra italien ». Il est très souvent chanté dans les récitals. De nombreuses reprises et allusions ont eu lieu au cinéma et dans la musique.

## Contexte
Vesti la giubba se situe à la fin du premier acte de l'opéra. Cet air est chanté par Canio après qu'il a découvert l'infidélité de sa femme. Canio y exprime toute sa douleur alors qu'il se prépare à monter sur scène pour faire rire le public. Dans cet air, Canio s'adresse à Pagliaccio, le personnage fictif qu'il s'apprête à incarner. En italien, Pagliaccio — traduit en français par « Paillasse » — signifie « clown », « bateleur », « pitre », « guignol ». Néanmoins, « paillasse » désigne également en français un clown.

## Signification
Il s'agit d'une variante du thème principal abordé par Diderot dans son Paradoxe sur le comédien, le clown tragique devant faire rire mais pleurant en réalité sous son masque.

## Livret
| Original | Traduction en français |
| --- | --- |
| Recitar ! Mentre preso dal delirio, non so più quel che dico, e quel che faccio ! Eppur è d'uopo, sforzati! Bah! sei tu forse un uom '? Tu se' Pagliaccio! Vesti la giubba, e la faccia infarina. La gente paga, e rider vuole qua. E se Arlecchin' t'invola Colombina, ridi, Pagliaccio, e ognun applaudirà ! Tramuta in lazzi lo spasmo ed il pianto in una smorfia il singhiozzo e 'l dolor Ah, ridi, Pagliaccio, sul tuo amore infranto ! Ridi del duol', che t'avvelena il cor ! | Jouer ! alors que pris de délire, je ne sais plus ce que je dis, et ce que je fais ! Et pourtant, tu dois… fais un effort ! Ah ! n'es-tu pas un homme ? Tu es Paillasse ! Mets la veste, et enfarine-toi le visage. Le public paie, et ils veulent rire. Et si Arlequin te vole Colombine, ris, Paillasse, et tous applaudiront ! Transforme en rires les affres et les pleurs, en une grimace les sanglots et le chagrin ! Ah ! ris, Paillasse, de ton amour brisé ! Ris de la douleur, qui te ronge le cœur ! |